# Орёл (Лоевский район)
Орёл (бел. Арол) — посёлок в Карповском сельсовете Лоевского района Гомельской области Беларуси.
На юге, востоке и западе граничит с лесом.

## География

### Расположение
В 10 км на север от Лоева, 58 км от железнодорожной станции Речица (на линии Гомель — Калинковичи), 67 км от Гомеля.

## Транспортная сеть
Транспортные связи по просёлочной, затем автомобильной дороге Гомель — Чернигов. Планировка состоит из 2 улиц: криволинейной длинной и параллельной (близкой к меридиональной ориентации) короткой. Застройка односторонняя, деревянная, редкая, усадебного типа.

## История
Основан в 1920-х годах переселенцами из соседних деревень на бывших помещичьих землях. В 1931 году жители вступили в колхоз. Согласно переписи 1959 года в составе совхоза «Карповка» (центр — деревня Карповка).

## Население

### Численность
- 1999 год — 36 хозяйств, 81 житель.

### Динамика
- 1959 год — 162 жителя (согласно переписи).
- 1999 год — 36 хозяйств, 81 житель.